# Giovanni Castiglione (cardenal)
Giovanni Castiglione (Milán, 1420-Macerata, 14 de abril de 1460) fue un eclesiástico italiano, que ofició como obispo y cardenal. 

## Biografía

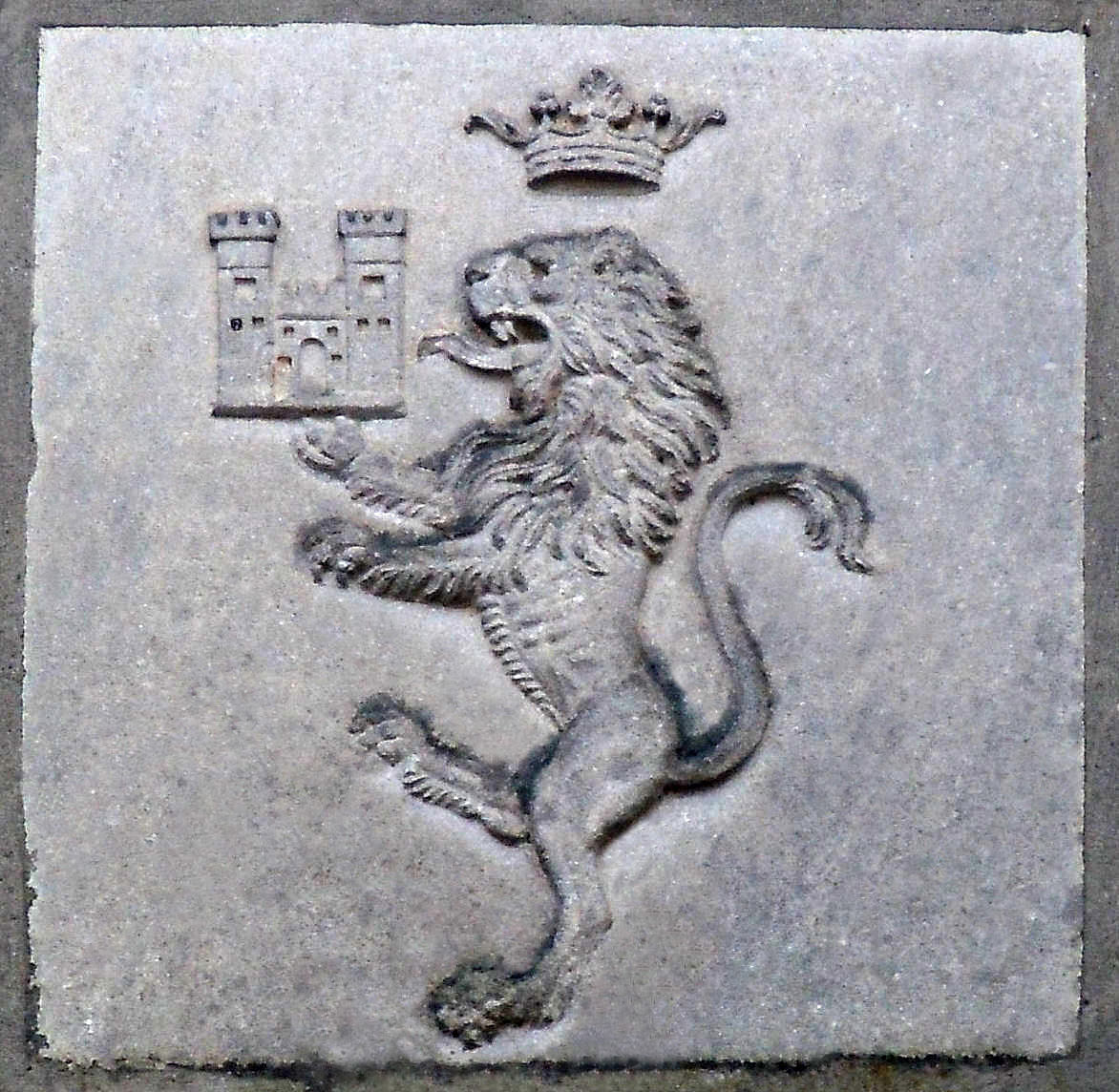
Escudo de los Castiglione.

Hijo de los milaneses Maffiolo Castiglione y Angela Lampugnani, su carrera eclesiástica estuvo favorecida por el patronazgo de sus parientes Branda y Zenone Castiglione, el primero cardenal y el segundo obispo de Bayeux.

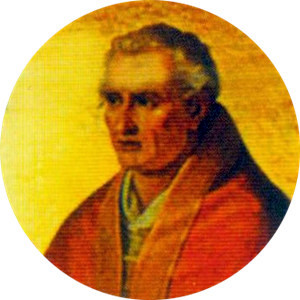
Eugenio IV.

Doctorado en Derecho civil y canónico en la Universidad de Pavía y en Teología en la de Bolonia, era canónigo de la iglesia de Aldeneyck y preboste de la de Eyck, ambas en la diócesis de Lieja, cuando el papa Eugenio IV le nombró protonotario apostólico.
Entre 1442 y 1445 ofició como colector de la Cámara Apostólica en Inglaterra, Escocia, Irlanda, Holanda y el Sacro Imperio Romano Germánico para recoger los diezmos destinados a la cruzada que el papa había proyectado contra los otomanos, aunque la recaudación no fue todo lo bien que se había esperado por la mala situación económica de todos estos países.

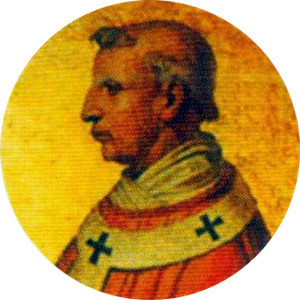
Nicolás V.

Nombrado obispo de Coutances, en Normandía, pasó los siguientes años rigiendo su cátedra episcopal, con especial atención hacia la Universidad de Caen.  Normandía había quedado bajo dominio de Inglaterra después de la batalla de Azincourt, proseguía la Guerra de los Cien Años entre ingleses y franceses, y allí se encontraba Castiglione cuando las tropas de Carlos VII de Francia asediaron y reconquistaron la ciudad en 1449; afín a los ingleses, las desavenencias con las nuevas autoridades francesas le llevaron a solicitar el traslado.
Transferido a la diócesis de Pavía en 1453, se halló ausente de su sede casi todo el tiempo, pues por encargo del papa Nicolás V viajó como legado a Hungría, Austria y Moravia para instar al rey Ladislao y al emperador Federico III a tomar las armas contra los turcos, que habían conquistado Constantinopla.  Tampoco esta vez tuvo mucho éxito en su misión por el desinterés de los gobernantes europeos, más centrados en sus propias luchas internas que en la cruzada en Oriente.

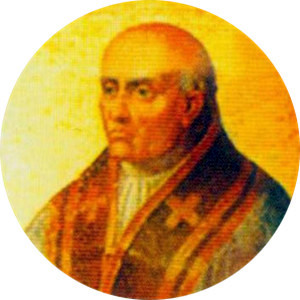
Calixto III.

Se encontraba en Alemania cuando a instancias del duque de Milán Francesco Sforza el papa Calixto III le creó cardenal en el consistorio del 17 de diciembre de 1456; en febrero del año siguiente recibió en Roma el capelo y el título de San Clemente.

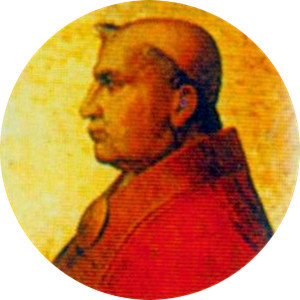
Pío II.

Asistió al cónclave de 1458, en el que tras la muerte del favorito Domenico Capranica apoyó la candidatura de Guillaume d'Estouteville para después cambiar su voto a favor de Enea Silvio Piccolomini, que tras ser elegido papa le nombró legado pontificio en la Marca de Ancona. Su legación estuvo marcada por las sublevaciones habidas en las ciudades de Ancona, Fermo y Recanati contra el dominio pontificio, y por la presencia en la provincia del condotiero Giacomo Piccinino que con su ejército apoyaba a Juan II de Lorena en sus pretensiones al trono de Nápoles contra Fernando I de Nápoles.
En 1460 se encontraba en Macerata ocupado en el reclutamiento de tropas cuando un repentino ataque de fiebres le llevó a la tumba con cerca de cuarenta años de edad. Su cuerpo, depositado inicialmente en la iglesia de San Ciriaco de Ancona, fue después trasladado a Milán y sepultado en la capilla familiar de la catedral de esta ciudad.